# Zeng Fanzhi
Pour les articles homonymes, voir Zeng.
Zeng Fanzhi (chinois : 曾梵志 ; pinyin : zēng fànzhì), né en 1964 à Wuhan, province de Hubei, Chine est un peintre chinois basé à Pékin.
Il a battu le record du prix d'une œuvre asiatique avec « Mask Series 1996 No. 6 », vendu 7,5 millions de dollars euros à Hong Kong, lors de l'inauguration de Christies de Hong Kong en 2008, puis, la même année, un nouveau record avec 317,384 millions de dollars de Hong Kong (31,7 millions d'euros) pour « La Cène » au Hong Kong Convention and Exhibition Centre.

## Œuvre
Parmi ses œuvres, on peut citer la collection de masques, représentant différents personnages, parfois célèbres (comme Andy Warhol à ses côtés), portant l'écharpe rouge donnée aux écoliers méritant en Chine. N'étant pas un très grand travailleur à l'école, il n'avait pas obtenu cette écharpe au début de sa scolarité.
Se souvenant de voyages qu'il avait fait en se nourrissant uniquement de pastèques, il en peint sur plusieurs de ses tableaux, comme dans son œuvre, « la Cène », reprenant l'œuvre de Léonard de Vinci, où il se représente au milieu de la table, à la place de Jésus Christ et où la table est couverte de pastèques.
Plus récemment, il s'est inspiré d'œuvres de grands artistes, comme la célèbre aquarelle « Le Lièvre » d'Albrecht Dürer, en la transposant dans son propre univers pictural fait de traits entremêlés et dans un grand format.

## Expositions
- Musée d’Art Moderne de Saint-Étienne Métropole, France, 2007 ;
- Fondation Francisco Godia, Barcelone, Espagne, 2009 ;
- Rockbund Art Museum, Shanghai], Chine, 2010 ;
- The National Gallery for Foreign Art, Sofia, 2010 ;
- Musée d'art moderne de la ville de Paris, France, 2013[4]